# Erika Linder
Erika Anette Linder Jervemyr (Sundbyberg; 11 de mayo de 1990) es una modelo y actriz sueca. Es conocida como una modelo andrógina por modelar ropa masculina además de femenina. En 2016 protagonizó la película Below Her Mouth.

## Primeros años
Linder nació en Sundbyberg, condado de Estocolmo, Suecia. Ella fue encontrada para ser modelo en un concierto cuando tenía 14 años, pero rechazó la oferta. Estudió leyes en la escuela secundaria e idiomas durante un año en la universidad y jugó al fútbol hasta los 19 años.

## Carrera
En 2011, Linder interpretó a un joven Leonardo DiCaprio para la revista Candy  como su primer trabajo de modelaje. En los años siguientes, Linder ha modelado looks masculinos, femeninos y unisex para Tom Ford, Louis Vuitton y otras casas y publicaciones. En 2013, apareció en el video de letra de la canción «Unconditionally» de Katy Perry. En 2014, interpretó una parte masculina y una femenina en una campaña publicitaria para JC Jeans Company de Suecia. En 2015, apareció en el video musical de la canción «Empire» de Of Monsters and Men.
En 2016, Linder hizo su debut como actriz en la película dramática lesbiana canadiense Below Her Mouth en un papel protagonista. En la película, retrató a una mujer sueca que trabajaba como techadora en Canadá.

## Vida personal
Después de comenzar su carrera como modelo, Linder se mudó a Los Ángeles. A pesar de ser un icono en la comunidad lésbica gracias a Below Her Mouth, se ha declarado abiertamente como bisexual.